# Pauleta (futsal)
Paulo César Vaz Mendes, mais conhecido como Pauleta, nascido em Portugal a 12 de junho de 1994, é um jogador profissional de futsal que joga atualmente pelo Sporting Clube de Portugal e pela Seleção Portuguesa de Futsal.
A 4 de outubro de 2021, foi agraciado com o grau de Comendador da Ordem do Infante D. Henrique.